# Phân số

Một cái bánh với bánh bị mất. Phần còn lại là.

Phân số là sự biểu diễn số hữu tỷ dưới dạng tỷ lệ của hai số nguyên, trong đó số ở trên được gọi là tử số, còn số ở dưới được gọi là mẫu số. Điều kiện bắt buộc là mẫu số phải khác 0.
{\displaystyle {\frac {a}{b}}}
Với tử số là a và mẫu số là b, b khác 0, a, b là số nguyên. 
Phân số còn được hiểu là một dạng số được dùng để biểu thị tỉ lệ của một đại lượng này so sánh với một đại lượng khác. Ví dụ như: 
Một phần hai cái bánh có thể biểu thị bằng phân số: 
{\displaystyle {\frac {1}{2}}=0{,}5}
Một phần ba cái bánh có thể biểu thị bằng phân số: 
{\displaystyle {\frac {1}{3}}=0{,}33333...}
Một phần tư bánh có thể biểu thị bằng phân số:
{\displaystyle {\frac {1}{4}}=0{,}25}
Bốn phần tư cái bánh có thể biểu thị bằng phân số: 
{\displaystyle {\frac {4}{4}}=1}
Ba phần năm là:{\displaystyle {\frac {3}{5}}}

## Phân số và phép chia số tự nhiên
Một phép chia có thể viết ra được là phân số: có tử số là số bị chia, mẫu số là số chia khác 0. Ví dụ:
{\displaystyle a:b={\frac {a}{b}}\,(b\neq 0)}

## Tính chất
1. {\displaystyle {\frac {1}{a}}=a^{-1}}
2. {\displaystyle {\frac {a}{a}}=1\,(a\neq 0)}
3. {\displaystyle {\frac {a}{1}}=a}

## Phânsố âm
Phân số âm là phân số mà trong đó chỉ có tử số hoặc mẫu số nhận giá trị nhỏ hơn 0.
Nếu tử số trái dấu với mẫu số, phân số sẽ nhỏ hơn không.
{\displaystyle {\frac {-a}{b}}={\frac {a}{-b}}=-{\frac {a}{b}}}
Không nên nhầm lẫn giữa dấu của phân số, trong trường hợp dưới đây, phân số nhận giá trị lớn hơn 0 do tử số cùng dấu với mẫu số.
{\displaystyle {\frac {-a}{-b}}={\frac {a}{b}}}

## Phân số tối giản
Phân số tối giản là phân số có tử số và mẫu số không thể cùng chia hết cho số nào ngoại trừ số 1 (hoặc -1 nếu lấy các số âm). Nói cách khác phân số {\displaystyle {\frac {a}{b}}} là tối giản nếu a và b là nguyên tố cùng nhau, nghĩa là a và b có ước số chung lớn nhất là 1.

## So sánh hai phân số

### Phân số bằng nhau
Nếu có hai phân số {\displaystyle {\frac {a}{b}}} và {\displaystyle {\frac {c}{d}}} {\displaystyle (b\neq 0,d\neq 0)} ta luôn có {\displaystyle {\frac {a}{b}}={\frac {c}{d}}} khi {\displaystyle a\times d=b\times c}

#### Tính chất cơ bản của phân số
Nếu ta nhân cả tử và mẫu của một phân số với cùng một số nguyên khác 0 thì ta được phân số bằng phân số đã cho.
                            {\displaystyle {\frac {a}{b}}={\frac {a\cdot m}{b\cdot m}}}    ({\displaystyle m\in \mathbb {Z} }, {\displaystyle m\neq 0}).
Nếu chia cả tử và mẫu của một phân số cho cùng một ước chung của chúng thì ta được một phân số bằng phân số đã cho.
                           {\displaystyle {\frac {a}{b}}={\frac {a:n}{b:n}}} ∀ {\displaystyle n} ∈ ƯC{\displaystyle (a,b)}.
Nếu ta đổi dấu cả tử và mẫu của một phân số thì được phân số bằng phân số đã cho (vì việc đổi dấu một số tương đương với việc nhân số đó với -1).
Phân số tối giản là phân số mà tử và mẫu chỉ có ước chung là 1 và – 1.

#### Tính chất của dãy phân số bằng nhau
Cho các phân số bằng nhau, ta có thể tìm phân số mới bằng phân số đã cho bằng cách lấy tổng (hoặc hiệu) các tử số chia cho tổng (hoặc hiệu) các mẫu số.
Ví dụ 1:
{\displaystyle {\frac {a}{b}}={\frac {c}{d}}={\frac {a+c}{b+d}}={\frac {a-c}{b-d}}={\frac {ma+nc}{mb+nd}}=...\,(b\neq \pm d,m^{2}+n^{2}\neq 0)}
Ví dụ 2:
{\displaystyle {\frac {a}{b}}={\frac {c}{d}}={\frac {e}{f}}={\frac {a+c+e}{b+d+f}}={\frac {a-c-e}{b-d-f}}={\frac {a+c-e}{b+d-f}}=...}

### So sánh 2 phân số cùng mẫu
Nếu có hai phân số {\displaystyle {\frac {a}{b}}} và {\displaystyle {\frac {c}{b}}} {\displaystyle (b\neq 0,b>0)}
{\displaystyle {\frac {a}{b}}<{\frac {c}{b}}} khi a < c.
Nếu tử số nhỏ hơn thì giá trị nhỏ hơn.

### So sánh 2 phân số cùng tử
Nếu có hai phân số {\displaystyle {\frac {a}{b}}} và {\displaystyle {\frac {a}{c}}} {\displaystyle (a>0,b\neq 0,c\neq 0)}
{\displaystyle {\frac {a}{c}}<{\frac {a}{b}}} khi b < c.
Nếu mẫu số lớn hơn thì giá trị nhỏ hơn.

### So sánh phân số với 1
Nếu một phân số có tử số và mẫu số cùng là số nguyên dương thì:
- Phân số được xem là nhỏ hơn 1 khi tử số nhỏ hơn mẫu số.
- Phân số được xem là lớn hơn 1 khi tử số lớn hơn mẫu số.
- {\displaystyle {\frac {a}{b}}} nếu a nhỏ hơn b thì nhỏ hơn 1; b nhỏ hơn a thì lớn hơn 1.
- {\displaystyle a\neq 0}

### Tổng hợp toàn bộ
| Cách so sánh                                                       | Chú thích                           |
| ------------------------------------------------------------------ | ----------------------------------- |
| {\displaystyle {\frac {a}{b}}<{\frac {c}{b}}\Leftrightarrow a<c}   | {\displaystyle b\neq 0,b>0}         |
| {\displaystyle {\frac {a}{c}}<{\frac {a}{b}}\Leftrightarrow b<c}   | {\displaystyle b\neq 0,c\neq 0,a>0} |
| {\displaystyle {\frac {a}{b}}={\frac {c}{d}}\Leftrightarrow ad=bc} | {\displaystyle b\neq 0,d\neq 0}     |
| {\displaystyle {a \over b}>1\Leftrightarrow a>b}                   | a > 0, b > 0                        |
| {\displaystyle {a \over b}<1\Leftrightarrow a<b}                   | a > 0, b > 0                        |
| {\displaystyle {a \over a}=1}                                      | {\displaystyle a\neq 0}             |

## Ứng dụng tính chất cơ bản của phân số

### Rút gọn phân số
Một phân số chưa tối giản có thể chuyển về dạng tối giản bằng cách chia tử số và mẫu số của phân số cho ước số chung lớn nhất của chúng. Cách chuyển này được gọi là rút gọn phân số.
Số đối của phân số
Số đối của phân số {\displaystyle {\frac {a}{b}}} ký hiệu là {\displaystyle -{\frac {a}{b}}}. Ta có:
{\displaystyle {\frac {a}{b}}+\left(-{\frac {a}{b}}\right)=0.}
📎 Tổng của 2 phân số đối nhau có tổng bằng 0.

### Quy đồng mẫu số các phân số
Để quy đồng mẫu số của 2 hay nhiều phân số khi mẫu số dương, ta làm như sau:
1. Tìm 1 bội chung của các mẫu số để làm mẫu số chung (MSC). Ta thường chọn bội số chung nhỏ nhất để làm MSC
2. Tìm thừa số phụ cho mỗi mẫu số bằng cách chia MSC cho từng mẫu số.
3. Nhân tử số và mẫu số với thừa số phụ tương ứng.

## Các phép toán trên phân số

### Phép cộng
- Muốn cộng hai phân số có cùng mẫu, ta chỉ việc cộng tử số với nhau và để nguyên mẫu số.

{\displaystyle {\frac {a}{m}}+{\frac {b}{m}}={\frac {a+b}{m}}\,(m\neq 0)}
- Muốn cộng hai phân số khác mẫu số, ta quy đồng mẫu số rồi cộng bình thường.

### Phép trừ
- Muốn trừ hai phân số có cùng mẫu, ta chỉ việc trừ tử số với nhau và để nguyên mẫu số.

{\displaystyle {\frac {a}{m}}-{\frac {b}{m}}={\frac {a-b}{m}}(a,b\in \mathbb {Z} ,m\neq 0)}
- Muốn trừ hai phân số khác mẫu số, ta quy đồng mẫu số rồi trừ bình thường.
- Muốn trừ 2 phân số, ta cộng số bị trừ với số đối của số trừ:

{\displaystyle {\frac {a}{b}}-{\frac {c}{d}}={\frac {a}{b}}+\left(-{\frac {c}{d}}\right)(a,b,c,d\in \mathbb {Z} ;b,d\neq 0)}

### Phép nhân
- Muốn nhân hai phân số, ta chỉ cần nhân tử số với tử số, mẫu số với mẫu số.

{\displaystyle {\frac {a}{b}}\times {\frac {c}{d}}={\frac {a\times c}{b\times d}}\,(b\neq 0;d\neq 0)}
⚠ Chú ý:
{\displaystyle a\cdot {\frac {c}{d}}={\frac {a\cdot c}{d}}(d\neq 0)}
{\displaystyle {\frac {a}{b}}\cdot c={\frac {a\cdot c}{b}}(b,c\neq 0)}
Để dễ tính toán, ta có thể rút gọn các tử số và mẫu số tương ứng trong phép nhân bằng cách cùng chia chúng cho một ước số chung của chúng. Ví dụ:
{\displaystyle {\frac {4}{9}}\times {\frac {3}{8}}={\frac {{\cancel {4}}^{~1}\times {\cancel {3}}^{~1}}{{\cancel {9}}^{~3}\times {\cancel {8}}^{~2}}}={\frac {1\times 1}{3\times 2}}={\frac {1}{6}}}
Trong ví dụ này, tử số 4 và mẫu số 8 có ước chung lớn nhất là 4, nên ta cùng chia chúng cho 4. Tương tự, tử số 3 và mẫu số 9 có ước chung lớn nhất là 3, nên ta cùng chia chúng cho 3.
📎 Tính chất của phép nhân giống như tính chất của phép nhân đối với số nguyên.
Phân số nghịch đảo
Phân số {\displaystyle {\frac {b}{a}}} được gọi là phân số nghịch đảo của {\displaystyle {\frac {a}{b}}} với {\displaystyle a,b\neq 0.}
Tích của phân số bình thường với phân số nghịch đảo là 1.
{\displaystyle {\frac {a}{b}}\cdot {\frac {b}{a}}=1} ({\displaystyle a,b} ≠ 0)
⚠ Quy ước: Trong một tích, ta có thể thay dấu nhân "×" thành dấu chấm "." (hoặc "{\displaystyle \cdot }")

### Phép chia
- Muốn chia hai phân số, ta lấy phân số thứ nhất nhân với phân số thứ hai đảo ngược (hay nghịch đảo của phân số thứ hai).

{\displaystyle {\frac {a}{b}}:{\frac {c}{d}}={\frac {a}{b}}\times {\frac {d}{c}}={\frac {ad}{bc}}\,(b\neq 0;c\neq 0;d\neq 0)}
- Muốn chia một số nguyên cho một phân số, ta lấy số nguyên nhân với phân số đảo ngược.

{\displaystyle a:{\frac {c}{d}}=a\times {\frac {d}{c}}={\frac {ad}{c}}\,(c\neq 0;d\neq 0)}
- Muốn chia một phân số cho một số nguyên, ta giữ nguyên tử số và nhân mẫu số với số nguyên đó.

{\displaystyle {\frac {a}{b}}:c={\frac {a}{bc}}\,(b\neq 0;c\neq 0)}
⚠ Số chia phải khác 0.
📎 Thứ tự thực hiện phép tính đối với phân số (không chứa dấu ngoặc hoặc có chứa dấu ngoặc) cũng giống như thứ tự thực hiện phép tính đối với số nguyên.

## Biểu diễn thập phân
Phân số thập phân là một phân số có mẫu số là một luỹ thừa của 10. Ví dụ:
{\displaystyle {\frac {3000\cdot 1,4}{1000}}}
{\displaystyle {\frac {5}{100}}}
{\displaystyle {\frac {45}{1\underbrace {000...000} _{n}}}}
{\displaystyle {\frac {6}{5}}={\frac {12}{10}}}

## Hỗn số
Hỗn số (hay phân số hỗn tạp) là kết quả của một số tự nhiên cộng với một phân số. Hỗn số được viết dưới dạng {\displaystyle a{\frac {b}{c}}}.
{\displaystyle a+{\frac {b}{c}}=a{\frac {b}{c}}}
Số tự nhiên a được gọi là phần nguyên, phân số {\displaystyle {\frac {b}{c}}} được gọi là phần phân số của hỗn số. Phần phân số của hỗn số luôn nhỏ hơn 1.
Mọi phân số lớn hơn 1 (có tử số lớn hơn mẫu số) đều có thể viết thành hỗn số bằng cách lấy tử số chia cho mẫu số, thương tìm được là phần nguyên của hỗn số, viết phần nguyên kèm theo phân số có tử số là số dư của phép chia và mẫu số là mẫu số của phân số.
Ví dụ: 8 ÷ 5 = 1 (dư 3),  khi đó ta có {\displaystyle {\frac {8}{5}}=1{\frac {3}{5}}}
Cách đổi phân số sang hỗn số
Ví dụ: a : b = c (dư r).
Khi đó, ta có: {\displaystyle {\frac {a}{b}}=} {\displaystyle c{\frac {{\cancel {a}}r}{b}}} (b ≠ 0).
📎 Dấu "÷" có thể là dấu ":" (tùy vào tài liệu) 

### Cách đổi hỗn số thành phân số
{\displaystyle a{\frac {b}{c}}={\frac {ac+b}{c}}}